# د. بروك بارتليت
د. بروك بارتليت (بالإنجليزية: D. Brook Bartlett)‏ هو قاضي ومحامي أمريكي، ولد في 22 فبراير 1937 في كانساس سيتي في الولايات المتحدة، وتوفي بنفس المكان في 21 يناير 2000 بسبب ورم نخاعي متعدد.